# Бактыарал
Бактыарал (каз. Бақтыарал, до 200? г. — Ким) — аул в Бурлинском районе Западно-Казахстанской области Казахстана. Входит в состав Григорьевского сельского округа. Код КАТО — 273647200.
Аул расположен на правом берегу реки Утва в 7 км к юго-западу от города Аксай.

## Население
В 1999 году население аула составляло 90 человек (45 мужчин и 45 женщин). По данным переписи 2009 года, в ауле проживали 94 человека (47 мужчин и 47 женщин).